# Taylorsville (Misisipi)
Taylorsville es un pueblo del Condado de Smith, Misisipi, Estados Unidos. Según el censo de 2000 tenía una población de 1.341 habitantes y una densidad de población de 140.7 hab/km².

## Demografía
Según el censo de 2000, había 1.341 personas, 534 hogares y 375 familias residiendo en la localidad. La densidad de población era de 140,7 hab./km². Había 598 viviendas con una densidad media de 62,7 viviendas/km². El 81,58% de los habitantes eran blancos, el 17,75% afroamericanos, el 0,37% de otras razas y el 0,30% pertenecía a dos o más razas. El 0,37% de la población eran hispanos o latinos de cualquier raza.
Según el censo, de los 534 hogares en el 35,0% había menores de 18 años, el 53,2% pertenecía a parejas casadas, el 14,0% tenía a una mujer como cabeza de familia y el 29,6% no eran familias. El 28,5% de los hogares estaba compuesto por un único individuo y el 16,5% pertenecía a alguien mayor de 65 años viviendo solo. El tamaño promedio de los hogares era de 2,48 personas y el de las familias de 3,05.
La población estaba distribuida en un 26,2% de habitantes menores de 18 años, un 8,9% entre 18 y 24 años, un 26,3% de 25 a 44, un 22,5% de 45 a 64 y un 16,0% de 65 años o mayores. La media de edad era 38 años. Por cada 100 mujeres había 88,1 hombres. Por cada 100 mujeres de 18 años o más, había 82,0 hombres.
Los ingresos medios por hogar en la localidad eran de 28.563 dólares ($) y los ingresos medios por familia eran 38.958 $. Los hombres tenían unos ingresos medios de 30.776 $ frente a los 20.096 $ para las mujeres. La renta per cápita para la ciudad era de 15.202 $. El 16,1% de la población y el 12,5% de las familias estaban por debajo del umbral de pobreza. El 24,1% de los menores de 18 años y el 10,2% de los habitantes de 65 años o más vivían por debajo del umbral de pobreza.

## Geografía
Según la Oficina del Censo de los Estados Unidos, la localidad tiene un área total de 9,5 km², todos ellos correspondientes a tierra firme.